# Pluralistisk demokrati
Pluralistisk demokrati är en demokratiuppfattning som betonar politisk jämlikhet och enighet kring världen. Robert A. Dahl anses som en av pluralismens främsta förespråkare.